# Église Notre-Dame de Bressuire

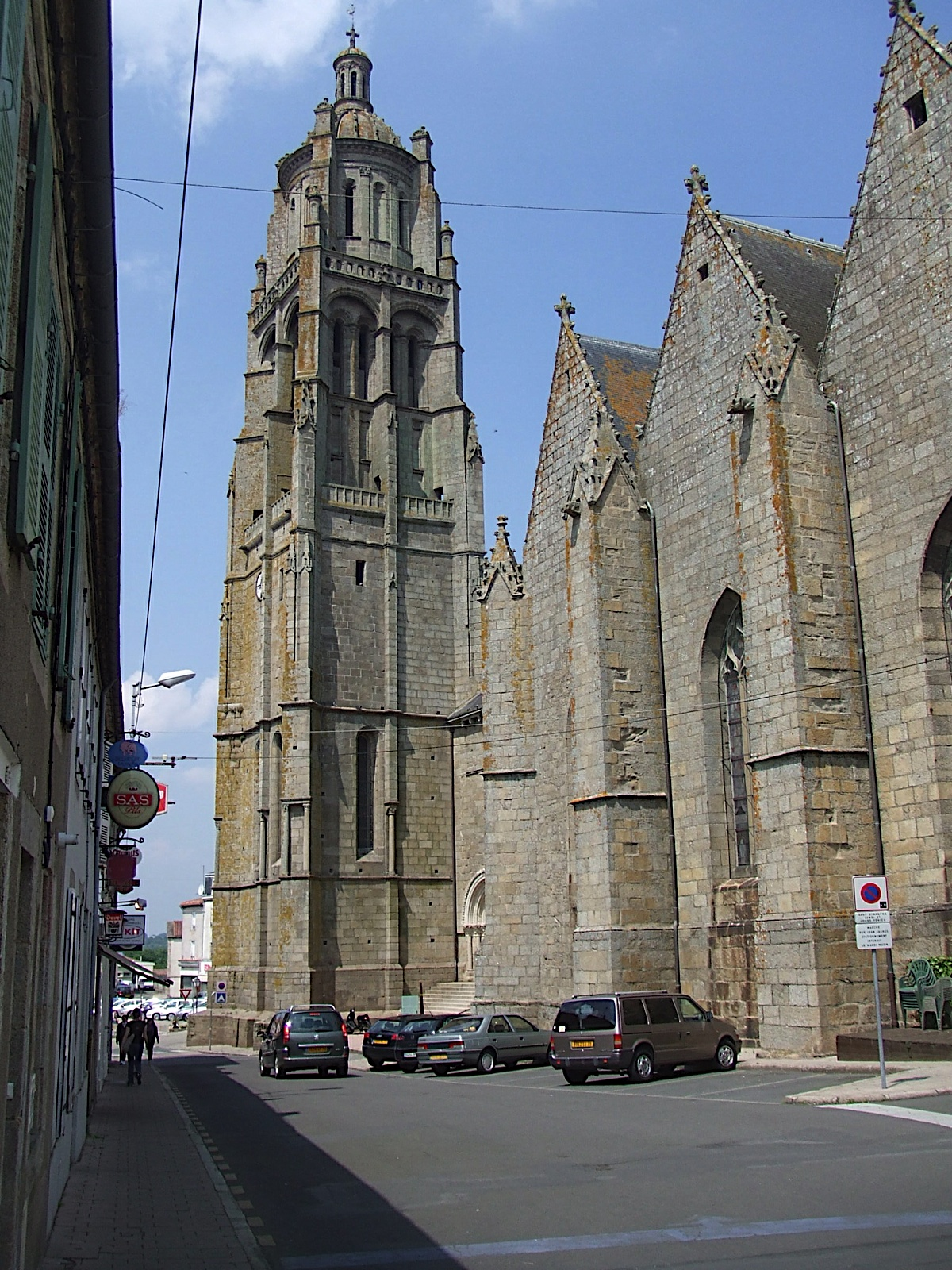
Le clocher de l'église.

L'église Notre-Dame de Bressuire est une église catholique des Xe et XIIe siècles, située à Bressuire, en France.

## Localisation
L'église est située dans le département français des Deux-Sèvres, dans le centre-ville de la commune de Bressuire.

## Historique
Édifiée aux Xe et XIIe siècles, l'église est citée dès 1090. Elle est surmontée, au milieu du XVIe siècle d'un clocher gothique de 56 mètres qui domine la ville. Des travaux de restauration, menés de 1978 à 2000, ont permis de dévoiler les peintures murales de 1821 qui ornent le chœur. Elle a été aussi rénovée en 2000 à la suite de la tempête de décembre 1999.

## Protection
L'édifice est classée sur la liste des monuments historiques de 1840, elle a été déclassée en 1900, à l’exception du clocher. Elle a finalement été classée par arrêté du 10 février 1913.